# دييغو راموس
دييغو راموس (بالإسبانية: Diego Ramos)‏ هو ممثل أرجنتيني، ولد في 29 نوفمبر 1972 ببوينس آيرس في الأرجنتين.

## وصلات خارجية
- دييغو راموس على موقع IMDb (الإنجليزية)
- دييغو راموس على موقع قاعدة بيانات الفيلم (الإنجليزية)